# نادي ال كي اس ودز
نادي ال كي اس ودز هو نادي كرة قدم بولندي أٌسس عام 1908. يلعب النادي في الدوري البولندي الدرجة الثانية ‏.